# Камчатский бурый медведь
Камчатский бурый медведь(лат. Ursus arctos beringianius) — подвид бурого медведя, обитает на Камчатском полуострове. Медведь был описан французским зоологом Жаком Пюшраном в 1855 году.

## Описание
Камчатский медведь является самым крупным подвидом бурого медведя в России. Длина тела может достигать 240 см, высота в холке — 135 —140 см, а масса 650 кг и более. Длина черепа самцов бывает от 40,3 до 43,6 см, а самок — от 35,7 до 39,7 см. Ширина черепов в области скуловых дуг у самцов варьирует от 25,8 до 27,7 см, у самок — от 21,6 до 24,2 см. В период с августа по сентябрь медведи на Камчатке активно набирают вес, потребляя до 40 тыс. калорий и откладывая тем самым до 1,5 кг в день.
Камчатский медведь особо опасен в первые дни после зимней спячки в связи с истощением жировых запасов. В таком состоянии голодный хищник может атаковать любое живое существо — от мелких особей до крупного зверя.
Окраска тела обычно чёрная, коричневая или тёмно-коричневая. Иногда окраска шерсти бывает бежевой, охристой, светло-жёлтой, рыжей, красно-коричневой или бронзовой. Площадь ареала подвида составляет 462,5 тыс. км. Ориентировочная численность на 2007 год — 16,5 — 18,0 тыс. особей. Максимальная плотность медведей отмечена в окрестностях Курильского озера. В отличие от медведей других подвидов, у камчатского медведя медвежата находятся под защитой матери до 3,5 лет.
За последние 10 лет их численность увеличилась на 6-8 тысяч и на 2015—2017 год ориентировочная численность превышает 26-27 тыс. особей.
В основном они очень миролюбивы, в отличие от сибирских сородичей.
Бывают периоды, когда случается неурожай рыбы на «своих» участках. В такое время бурый медведь мигрирует со своего персонального участка на более богатые чужие территории. Каким образом он узнаёт об обилии рыбы на том или ином участке, неизвестно. Однако медведи минуют много речных систем и горных перевалов ради нового рыбного места.
Медведи на Камчатке подразделяются на «местных» и «пришлых». Вторые иначе называются мигрантами. Если они движимы голодом, то могут быть весьма опасными и не совсем дружелюбными даже по отношению к своим сородичам. Так, на особо охраняемых территориях Камчатского края и России в целом наблюдение за бурым медведем в диких условиях ведётся именно за «местным», который адаптирован к присутствию человека. Однако, как и в случае с любым диким животным, необходимо соблюдать требования по поведению и безопасности.

## Комментарии
1. ↑  В ряде зарубежных источников латинское название камчатского бурого медведя приводится как Ursus arctos beringianus Middendorff, 1851. Однако типовой экземпляр этого подвида происходил с Шантарских островов в Охотском море и таким образом данное название может относиться к камчатским медведям только в том случае, если все бурые медведи Охотского побережья и Камчатки считаются принадлежащими одному подвиду[4]. Широкая трактовка подвида Ursus arctos beringianus Middendorff, 1851 принята в руководстве Mammal Species of the World, где в синонимы к этому подвиды сведены камчатский (U. a. piscator Pucheran, 1855), колымский (U. a. kolymensis Ognev, 1924) и манчжурский (U. a. mandchuricus Heude, 1898) бурые медведи, то есть все медведи северо-востока Евразии[5].